# Missions étrangères de Paris (revue)
La Revue des Missions étrangères de Paris est une revue mensuelle catholique française fondée au XXe siècle et diffusée par les Missions étrangères de Paris.
Fondée à Paris en 1974, elle est l'héritière d'une longue tradition de publications missionnaires, qui remonte à la publication des Relations de voyages et missions en 1666 par le premier supérieur du Séminaire des Missions étrangères, Vincent de Meur.
Son objet est d'informer le lectorat de France métropolitaine sur l'œuvre des Missions étrangères de Paris et l'évangélisation en Asie, à laquelle elle le sensibilise.

## Histoire

### LesRelations de Voyages et Missions

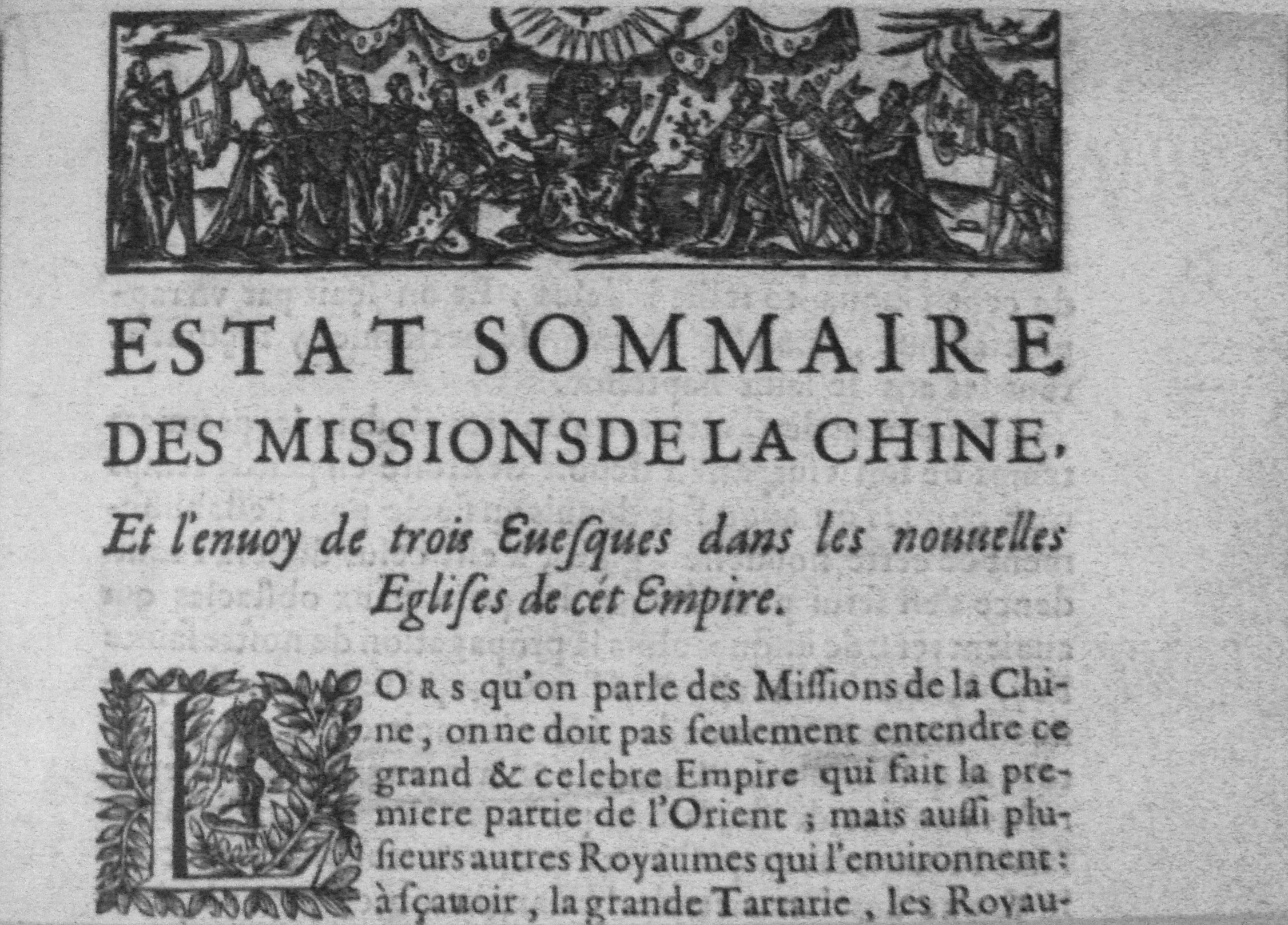
État sommaire des missions de la Chine, que l'on peut considérer comme le premier compte-rendu de la Société des Missions Etrangères, qui existe encore sous la forme de la Revue des Missions Etrangères.

En 1665, Vincent de Meur, premier supérieur du Séminaire des Missions étrangères, publie une brochure sur l'état des missions de Chine, et l'envoi des vicaires apostoliques, que l'on peut considérer comme le premier compte-rendu de la Société des Missions étrangères, qui existe encore sous la forme de la Revue des Missions étrangères. Ainsi, dès sa fondation au XVIIe siècle, la Société des Missions étrangères publie des Relations de voyages et missions. Les premières éditions datent de 1666, 1668, 1674 et 1680.

### Les Lettres des Missions
Au XVIIIe, le jésuite Charles Le Gobien, procureur à Paris des missions jésuites de Chine, entreprend de rassembler les correspondances et de les publier ensemble. Comme le premier volume, sorti en 1702, est très bien reçu, il en publie d’autres au rythme de un par an (vol. I-VIII). Il donne comme titre à la collection Lettres édifiantes et curieuses, écrites des Missions Etrangères par quelques Missionnaires de la Compagnie de Jésus. Le père Jean-Baptiste Du Halde prend la relève et publie (de 1709 à 1743) les volumes IX à XXVI. Ensuite, les volumes XXVII, XXVIII, XXXI, XXXIII, XXXIV sont publiés par le père Louis Patouillet (de 1749 à 1776) et les volumes manquants (vol. XXIX-XXX-XXXII) par le père Ambrose Maréchal.
De même aux Missions étrangères, jusqu'au supériorat du Père Jean de Beyries et la Révolution française, le Séminaire publie des lettres reçues des missions: Extrait des nouvelles des missions des Indes orientales (Paris, 1784) et Nouvelles des missions orientales (Amsterdam et Paris, 1787 et 1789).
Après la Révolution, le même titre est donné à un recueil paru à Lyon en 1808, puis le titre devient Précis des nouvelles reçues des missions de Chine et des royaumes voisins (Paris, 1819, 1821, 1822, 1824). Ces résumés étaient complétés par huit volumes intitulés Nouvelles lettres édifiantes des missions de la Chine et des Indes orientales (Paris, 1818-1823).

### Les Annales
Au XIXe, pour encourager le renouveau missionnaire, la Société des Missions étrangères profite du développement de la presse écrite pour augmenter le rayonnement de son œuvre. L’Œuvre de la Propagation de la Foi est fondée dans le but de procurer des ressources aux missionnaires catholiques, à Lyon en 1822, par Pauline Jaricot, dont le frère Philéas, est aspirant aux Missions étrangères. Elle publie aussitôt des Nouvelles reçues des missions qui deviendront les Annales de la propagation de la foi à partir de 1826 qui fournirent une tribune aux missionnaires. Les premiers volumes renferment principalement des nouvelles des membres des Missions étrangères et des aperçus de leurs actions sous la plume du Supérieur, le Père Charles-François Langlois. Des centaines de lettres, souvent in extenso, sont publiées par les missionnaires de la rue du Bac. La grande diffusion de cette revue trimestrielle contribue à développer un élan missionnaire qui est allé s’amplifiant jusqu'aux premières années du XXe siècle. Son but est essentiellement de susciter des vocations et la générosité de ses lecteurs.
La correspondance des missionnaires devenant de plus en plus abondante, il a fallu, pour faire face aux problèmes de publication, doubler les Annales de la Propagation de la Foi par une revue hebdomadaire, éditée à Lyon à partir de 1868, Les Missions catholiques. Toutefois, cette revue ouvre ses colonnes à l’ensemble des missionnaires; ses possibilités de publication de textes sont encore insuffisantes. Dès lors, la Société des Missions étrangères est amenée à fonder un bulletin pour informer les familles et les bienfaiteurs des missionnaires du travail accompli.
Ce bulletin a plusieurs fois changé de nom. Il s’est intitulé Bulletin de l’Œuvre des Partants (1885-1897), Annales de la Société des Missions étrangères (1898-1940),Echos missionnaires (1941-1947), Missionnaires d'Asie (1948-1961), Les Missions étrangères de Paris (1961-1967).
Un bulletin d'information des missionnaires au sein de la société est créé à partir de 1841; les Lettres communes périodiques sont d’abord lithographiées, puis imprimées après 1871 en prenant le nom de Compte rendu des travaux de la Société des Missions étrangères paraissant chaque année. Le compte rendu atteint jusqu'à 440 pages en 1900 avec les notices des missionnaires décédés en cours d’année. C’est pratiquement le rapport annuel des évêques imprimé in extenso.

### La Revue des Missions étrangères de Paris

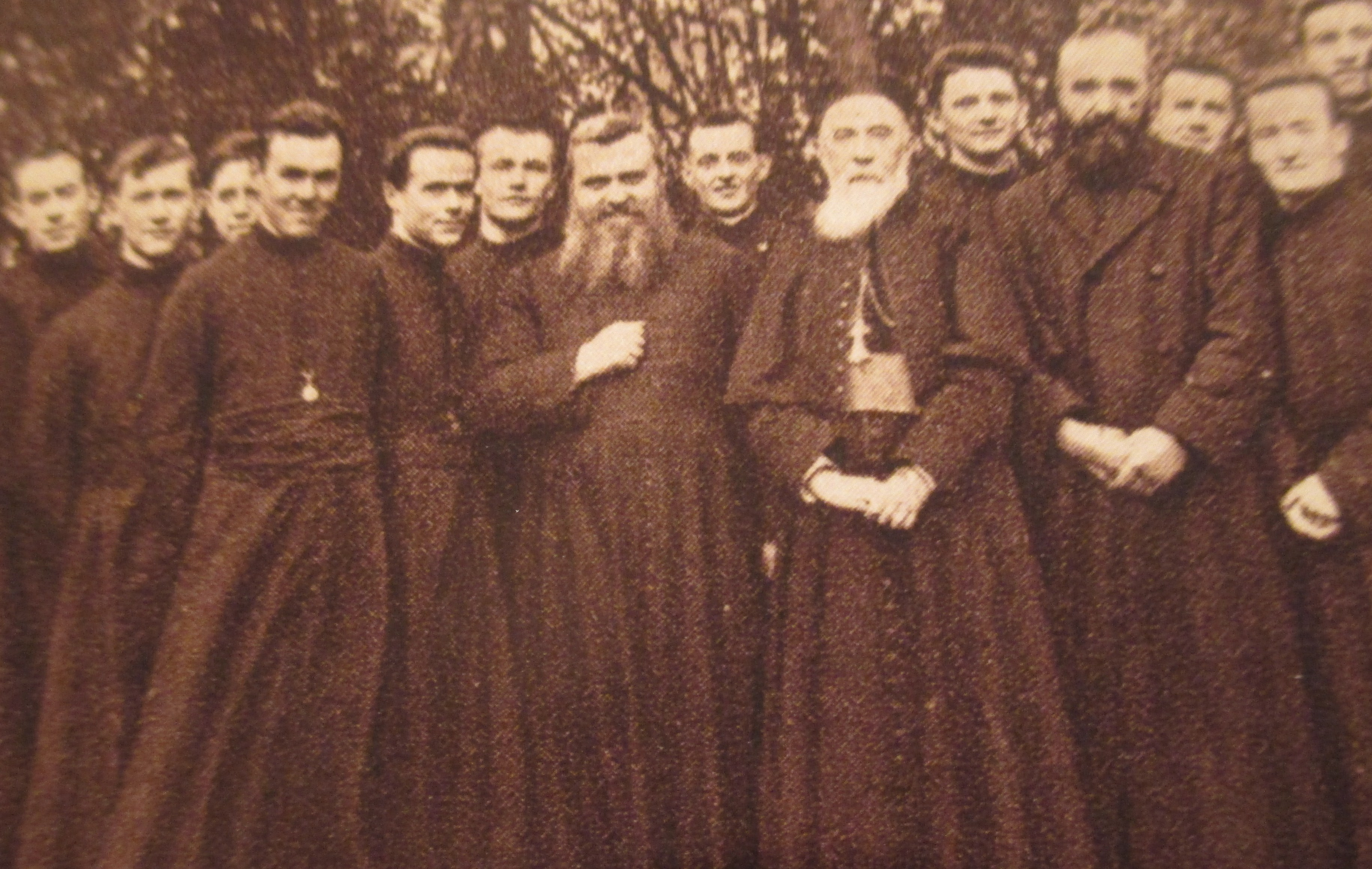
Mgr de Guébriant (1860-1935), supérieur général des Missions étrangères de Paris au milieu de candidats bretons au départ: la littérature missionnaire sert de relais pour appeler de nouvelles générations de missionnaires.

Les techniques de presse évoluant, la Société publie un mensuel à partir de 1922 à titre de lien interne. Le Bulletin de la Société des Missions étrangères est imprimé a Hong-Kong où les Missions étrangères ont une imprimerie. En 1962, ce bulletin, dont la rédaction et l’impression sont transférées en France, prend le nom d'Épiphanie; sous ce titre, il paraît pendant neuf ans (1962-1971).
En 1967, une modeste publication mensuelle, Échos de la rue du Bac, prend la relève et du bulletin destiné aux missionnaires et de la revue destinée aux familles ainsi qu’aux amis des missionnaires. Cette année-là, la Société décide de supprimer la publication de la Revue des Missions étrangères en faveur de Peuples du monde.
Mais, quand les Annales de la propagation de la foi disparaissent en 1974, la Revue des Missions étrangères de Paris reprend du service pour rassembler ces différentes publications et poursuivre son œuvre d'une plus ample diffusion de l'information missionnaire.
La Revue des Missions étrangères est aujourd'hui diffusée internationalement à plus de 5 000 exemplaires.